# La Lignée du dragon
La Lignée du dragon (titre original : Dragon's Kin) appartient au cycle de La Ballade de Pern de l'écrivain américaine Anne McCaffrey. Il fut écrit en collaboration avec Todd McCaffrey (en) et fut publié pour la première fois en 2003.